# Cruz Verde I
Cruz Verde I är en ort i Mexiko.   Den ligger i kommunen Ometepec och delstaten Guerrero, i den sydöstra delen av landet, 300 km söder om huvudstaden Mexico City. Cruz Verde I ligger 313 meter över havet och antalet invånare är 119.
Terrängen runt Cruz Verde I är kuperad. Runt Cruz Verde I är det glesbefolkat, med 11 invånare per kvadratkilometer. Närmaste större samhälle är Ometepec, 16,8 km nordväst om Cruz Verde I. Omgivningarna runt Cruz Verde I är en mosaik av jordbruksmark och naturlig växtlighet.